# 馬多克斯峰
65°9′S 62°50′W / 65.150°S 62.833°W
馬多克斯峰（Maddox Peak），是南極洲的山峰，位於葛拉漢地的丹科海岸，處於卡爾巴特冰川終點南面，在1954年由阿根廷政府繪入地圖，現時由南極條約體系管理。